# Reiner Stahel

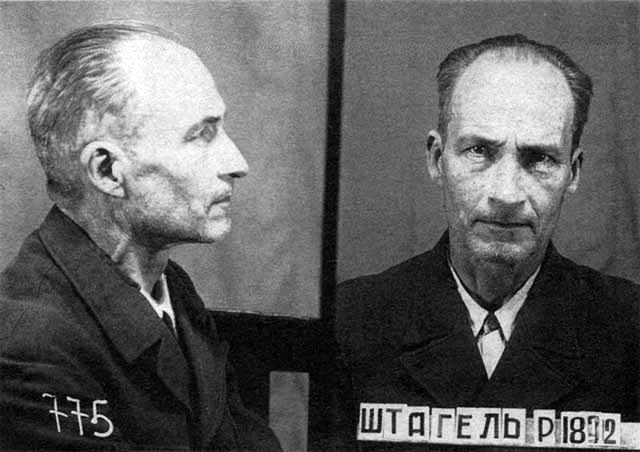
Reiner Stahel po aresztowaniu przez NKWD 1944

Reiner Stahel, fin. Rainer Stahel (ur. 5 stycznia 1892 w Bielefeld, zm. 30 listopada 1955 w obozie jenieckim Wojkowo w ZSRR) – niemiecki i fiński wojskowy, ostatecznie w stopniu generała-porucznika (generalleutnant), urzędnik państwowy. Dowódca niemieckiego garnizonu Wilna w czasie operacji „Ostra Brama”, dowódca garnizonu Warszawy na początku powstania warszawskiego, od 22 sierpnia 1944 szef niemieckiego garnizonu Bukaresztu. Aresztowany w Rumunii przez NKWD, resztę życia spędził w sowieckich łagrach.

## Życiorys
Stahel wstąpił do Armii Cesarstwa Niemieckiego podczas I wojny światowej, początkowo w randze porucznika w 27 batalionie strzelców 130 pułku piechoty. Przed końcem wojny służył w Finlandii, gdzie po klęsce Niemiec w wojnie przeszedł do służby wojskowej w armii fińskiej. W 1918 w stopniu majora armii fińskiej walczył w Karelii. W roku 1933 został awansowany do rangi pułkownika i objął dowodzenie garnizonu miasta Turku. W tym samym roku złożył swoją dymisję w armii fińskiej i powrócił do III Rzeszy, w związku z rozpoczętą remilitaryzacją Rzeszy.
W niemieckiej armii staż rozpoczął od stopnia kapitana. Początkowo był urzędnikiem w Ministerstwie Lotnictwa odpowiedzialnym za opracowywanie projektów obrony powietrznej Niemiec. W roku 1938 dowodził 71 batalionem artylerii przeciwlotniczej, następnie w roku 1940 został dowódcą obrony przeciwlotniczej miasta Augsburga.
Wkrótce po zakończeniu agresji Niemiec na Francję wysłany do Vichy jako doradca wojskowy, a po agresji Niemiec na ZSRR był dowódcą 9 pułku przeciwlotniczego, służąc na południu ZSRR.
Za męstwo wojenne na froncie wschodnim został odznaczony 18 stycznia 1942 Krzyżem Rycerskim. W marcu 1942 był awansowany do rangi pułkownika, a pod koniec tego roku awansowany do rangi dowódcy Luftwaffe broniącej południowo-wschodniego odcinka tego frontu. W styczniu 1943 był odznaczony Krzyżem Żelaznym z liśćmi dębowymi. Trzy miesiące później awansowany do rangi głównodowodzącego. W 1943 otrzymał również awans na generała-majora. W lipcu 1943 rozpoczął służbę we Włoszech, gdzie dowodził 2 Brygadą Obrony Przeciwlotniczej, utrzymującą obronę drogi do Mesyny. Po zdobyciu przez aliantów południowych Włoch oraz Sycylii przeniesiony został do Rzymu, gdzie objął dowództwo garnizonu. W lipcu 1944 roku skierowany do Wilna dla obrony tego miasta przed Armią Krajową i zbliżającą się Armią Czerwoną. 28 lipca 1944, został odznaczony Krzyżem Rycerskim z mieczami i otrzymał awans za dowodzenie siłami niemieckimi w trakcie walk o Wilno z siłami AK i Armii Czerwonej (po pięciodniowej obronie Wilna przedarł się z częścią swoich wojsk z okrążonego miasta).
27 lipca 1944 mianowany komendantem wojskowym miasta Warszawy, do której przybył jeszcze tego samego dnia. 1 sierpnia 1944, po wybuchu powstania warszawskiego Stahel został otoczony i izolowany w kwaterze głównej w Pałacu Saskim przez powstańców, którzy jednocześnie przerwali kontrolę niemiecką nad sytuacją w mieście (nie odcinając jednakże łączności telefonicznej Stahela z Rzeszą). 2 sierpnia 1944 na podstawie rozkazu Himmlera jako dowódcy Armii Rezerwowej dowództwo nad całością sił niemieckich w obszarze Warszawy objął Erich von dem Bach-Zelewski, a Stahel uzależniony został od nowego dowódcy. Wszystkie oddziały niemieckie zostały tym samym wcielone do Korpsgruppe von dem Bach i podporządkowane von dem Bachowi, który przybył do kwatery w Ożarowie wieczorem 5 sierpnia. Po odblokowaniu Pałacu Saskiego przez odsiecz niemiecką (Heinz Reinefarth), która przebiła się od strony Woli, 24 sierpnia Stahel opuścił Warszawę.
Mimo swojej dość ograniczonej roli w tłumieniu powstania Stahel odpowiadał za szereg zbrodni popełnionych wobec cywilnej ludności Warszawy. 2 sierpnia wydał rozkaz zabijania wszystkich mężczyzn, uznanych za rzeczywistych lub potencjalnych powstańców oraz brania zakładników spośród ludności cywilnej, do wykorzystania ich jako żywych osłon w atakach niemieckich na pozycje powstańcze. Z zeznań żołnierzy stacjonującego w Zegrzu 4. pułku grenadierów wschodniopruskich, przybyłego do Warszawy 3 sierpnia, wynika, iż otrzymali oni od niego rozkaz „zabijania wszystkich napotkanych mężczyzn, usuwania kobiet i dzieci i palenia domów”. Stahel nakazał ponadto zlikwidować polskich więźniów, przetrzymywanych w zakładzie karnym przy ulicy Rakowieckiej na Mokotowie oraz oficjalnie usankcjonował grabieże dokonywane przez niemieckich żołnierzy, pozwalając im zabierać wszystko co zechcą z tych domów, w których zaczął się pożar.
Po opuszczeniu Warszawy Stahel został oddelegowany do Bukaresztu, gdzie strona niemiecka spodziewała się wybuchu podobnego powstania jak w Warszawie. Po przewrocie wojskowym w Rumunii dokonanym przez króla Rumunii Michała, 23 sierpnia 1944 i zawarciu przez Królestwo Rumunii zawieszenia broni z ZSRR, internowany przez wojsko rumuńskie, a następnie aresztowany przez NKWD razem z marszałkiem Ionem Antonescu.
Zmarł 30 listopada 1955 w obozie jenieckim Wojkowo. Przyczyną śmierci był atak serca, pochowany na cmentarzu jenieckim opodal obozu.
W 2014 roku jeden z jego krewnych zażądał, aby Muzeum Powstania Warszawskiego usunęło z planszy dotyczącej generała określenie zbrodniarz wojenny. Umotywowano to tym, iż nie ma wyroku sądowego, który skazywałby generała Stahela za zbrodnie wojenne. Jan Ołdakowski, dyrektor Muzeum Powstania Warszawskiego, odmówił zmiany podpisu. Jak następnie ustalił IPN, istnieją podstawy prawne, by Stahel został określony mianem zbrodniarza wojennego.